# W63
W63, también conocido como SNR G082.2+05.3, 2E 4355 y CTB 88, es un resto de supernova que se localiza en la constelación del Cisne.

## Morfología
En radiofrecuencias, en el mapa de radio a 11 cm, W63 tiene una forma elíptica, no circular, de aproximadamente 70 × 100 minutos de arco. Por su parte, los espectros en luz visible muestran las características de emisión de gas calentado por choque.
Se ha estimado la velocidad del frente de choque entre 35 y 70 km/s, dependiendo del tamaño real que tenga este remanente.
La morfología de rayos X de W63 es bastante diferente a la de banda de radio. Se ha propuesto que W63 es un resto de supernova de morfología mixta, ya que la emisión de rayos X no es de tipo cáscara o plerión; sin embargo, la radiación X no alcanza su punto máximo en el centro del remanente sino que se origina de áreas a su alrededor, y toda la región de rayos X está vagamente unida por lo que sería la carcasa de radio.
Asimismo, el brillo de la superficie de rayos X es bastante irregular y falta el brillo obvio en los bordes; en el centro, la emisión está dominada por una barra brillante, desplazada 9 minutos de arco respecto al centro geométrico, que muestra sobreabundancias de magnesio, silicio y hierro.

## Edad y distancia
W63 tiene una edad estimada de 17 900 (+3000, -2500) años.
Por otra parte, no existe consenso en cuanto a la distancia que nos separa de este resto de supernova. Algunos estudios —utilizando la relación brillo superficial-diámetro (Σ-D) y la distancia a regiones H II— sitúan a W63 a 3200 ± 400 pársecs, pero otros trabajos —que combinan información fotométrica, espectroscópica y astrométrica de estrellas en la misma línea de visión— reducen esta cifra a 1340 ± 130 pársecs.